# فهرست نمایندگان کرمانشاه در مجلس شورای ملی
| دوره |                          |                             |                         |                           |
| ---- | ------------------------ | --------------------------- | ----------------------- | ------------------------- |
| ۱    | محمد صالح‌خان مریدالوزاره | ملک محمد کرمانشاهی          |                         |                           |
| ۲    | ابوالقاسم میرزا دولتشاهی | میرزا اسماعیل‌خان معاضدالملک | سید حسین کزازی          |                           |
| ۳    | میرزا حسین پیش‌نماز       | امان‌الله‌خان اردلان          | سید حسین کزازی          | محمدمهدی جهانسوز          |
| ۴    | علی اعظم زنگنه (امیرکل)  | فیروز میرزا نصرت‌الدوله      | فتح‌الله فزونی           | میرزا احمدخان معتضدالدوله |
| ۵    | علی اعظم زنگنه           | فیروز میرزا نصرت‌الدوله      | یحیی زنگنه              | سید حسن اجاق              |
| ۶    | علی اعظم زنگنه           | فیروز میرزا نصرت‌الدوله      | یحیی زنگنه              | محمدعلی‌میرزا دولتشاهی     |
| ۷    | علی اعظم زنگنه           | عطاءالله‌خان پالیزی          | ملک ایرج میرزا دولتشاهی | محمدعلی‌میرزا دولتشاهی     |
| ۸    | علی اعظم زنگنه           | فتح‌الله فزونی               | ملک ایرج میرزا دولتشاهی | محمدعلی‌میرزا دولتشاهی     |
| ۹    | علی اعظم زنگنه           | فتح‌الله فزونی               | موسی مرآت               | محمدعلی‌میرزا دولتشاهی     |
| ۱۰   | علی اعظم زنگنه           | فتح‌الله فزونی               | موسی مرآت               | هدایت‌الله پالیزی          |
| ۱۱   | علی اعظم زنگنه (امیرکل)  | عطاءالله‌خان پالیزی          | موسی مرآت               | هدایت‌الله پالیزی          |
| ۱۲   | علی اعظم زنگنه (امیرکل)  | عطاءالله‌خان پالیزی          | موسی مرآت               | هدایت‌الله پالیزی          |
| ۱۳   | علی اعظم زنگنه (امیرکل)  | عطاءالله‌خان پالیزی          | محمدعلی نصرتیان         | هدایت‌الله پالیزی          |
| ۱۴   | عبدالحمید زنگنه          | ساسان خواجه نصیری           | عباس‌خان قبادیان         | حسین معاون                |
| ۱۵   | عزیز اعظم زنگنه          | ابوالفتح دولتشاهی           | عباس قبادیان            | هدایت‌الله پالیزی          |
| ۱۶   | عزیز اعظم زنگنه          | ابوالفتح دولتشاهی           | عباس قبادیان            | محمدعلی نصرتیان           |
| ۱۷   | محمدرضا اقبال            | کریم سنجابی                 | نادعلی کریمی            | فخرالدین فرزانه           |
| ۱۸   | عزیز اعظم زنگنه          | ابوالفتح دولتشاهی           | نادعلی کریمی            | عبدالحسین امیراحتشامی     |
| ۱۹   | ابوالفتح دولتشاهی        | محمدعلی علامه وحیدی         | خسرو قبادیان            |                           |
| ۲۰   | عزیز اعظم زنگنه          | محمدعلی علامه وحیدی         | جواد حریری              |                           |
| ۲۱   | عزیز اعظم زنگنه          | مهرانگیز دولتشاهی           | جواد حریری              | محمدعلی علامه وحیدی       |
| ۲۲   | حسین غلام نیاکان         | مهرانگیز دولتشاهی           |                         |                           |
| ۲۳   | عبدالرحیم چنگیزی         | مهرانگیز دولتشاهی           |                         |                           |
| ۲۴   | هوشنگ رشید یاسمی         | علی‌اکبر معتضدی              | محسن اجاق               |                           |